# Saint-Huruge
Saint-Huruge is een gemeente in het Franse departement Saône-et-Loire (regio Bourgogne-Franche-Comté) en telt 67 inwoners (2009). De plaats maakt deel uit van het arrondissement Mâcon.

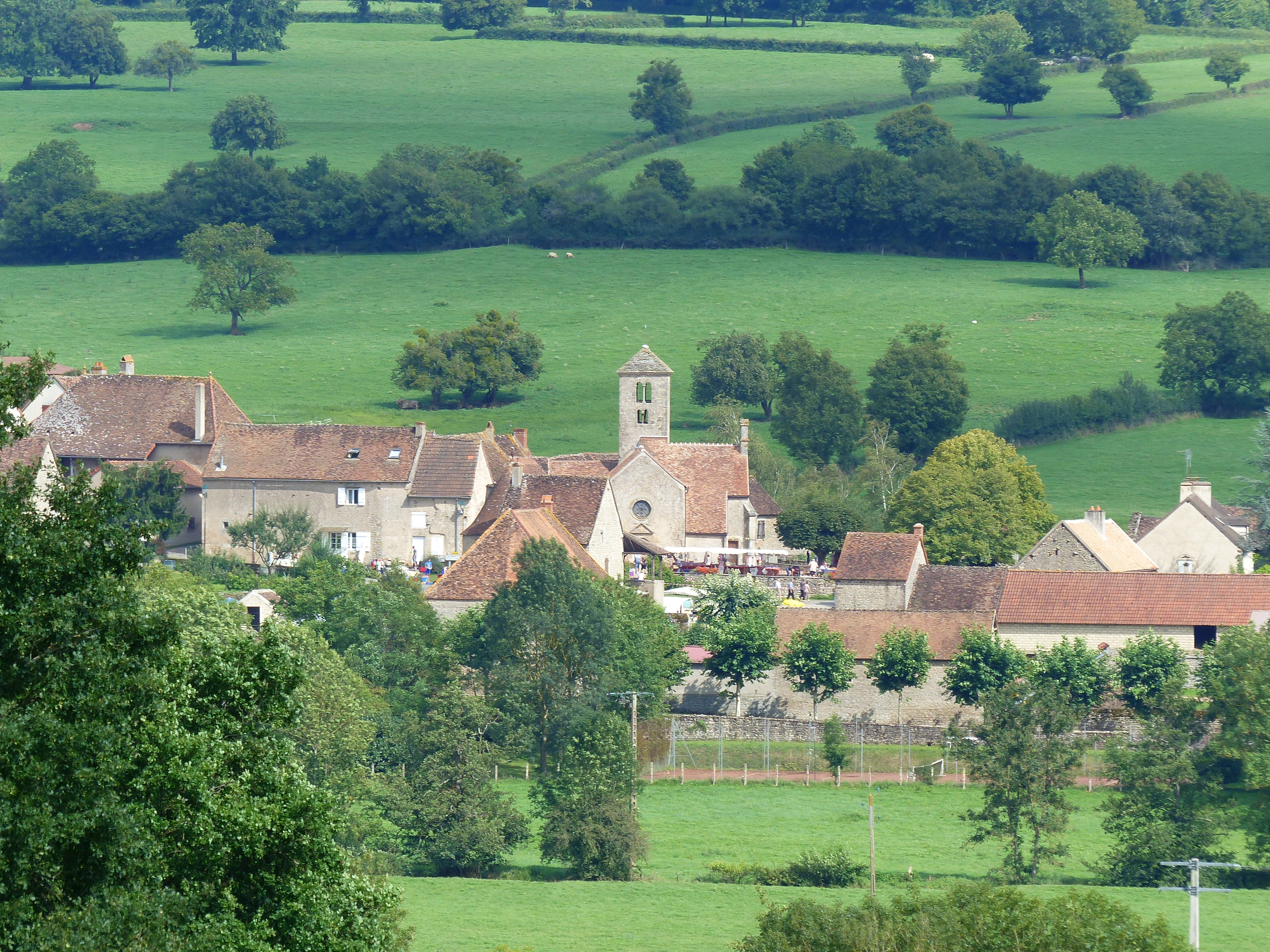
Saint-Huruge
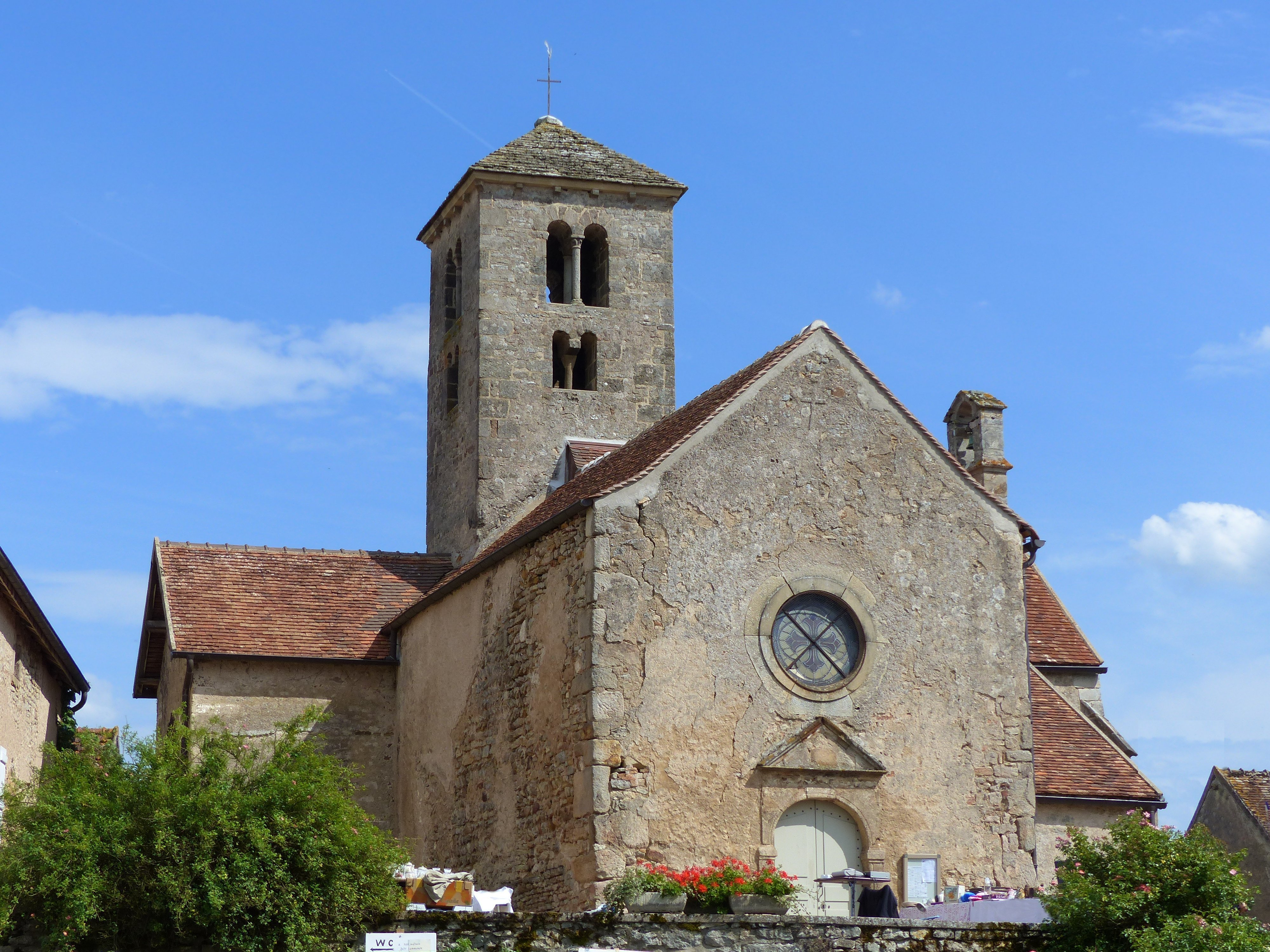
Kerk van Saint-Huruge

## Geografie
De oppervlakte van Saint-Huruge bedraagt 3,9 km², de bevolkingsdichtheid is dus 17,2 inwoners per km².
De onderstaande kaart toont de ligging van Saint-Huruge met de belangrijkste infrastructuur en aangrenzende gemeenten.

## Demografie
Onderstaande figuur toont het verloop van het inwonertal (bron: INSEE-tellingen).